# Kim Do-hoon
Kim Do-hoon (* 21. Juli 1973 in Tongyeong, Gyeongsangnam-do) ist ein ehemaliger südkoreanischer Fußballspieler, der zuletzt beim Rekord-Meister der K-League Seongnam Ilhwa Chunma spielte. Er war von 2005 bis 2012 Co-Trainer bei Seongnam Ilhwa Chunma gewesen, ehe der Verein durch die Stadt aufgekauft wurde. 2013 war er Trainer des Vereins Gangwon FC. 2014 war er Trainer der südkoreanischen U-20-Nationalmannschaft. Von 2015 bis 2016 war er Trainer des Incheon United gewesen. Zuletzt stand er bei Ulsan Hyundai als Trainer unter Vertrag.

## Karriere als Spieler

### Spieler
Kim Do-hoon studierte von 1989 bis 1992 an der Yonsei University und spielte in dieser Zeit für die Universitätsmannschaft.
Kim Do-hoon wurde von Sangju Sangmu unter Vertrag genommen und spielte dort von 1993 bis 1994. In dieser Zeit musste er seinen Militärdienst verrichten. Er wechselte danach zu Chonbuk Hyundai Dinos und absolvierte 43 Spiele für diesen Verein. Er wechselte danach für zwei Jahre nach Japan zu Vissel Kobe. Danach kehrte er wieder zu Jeonbuk Hyundai Motors zurück. In zwei Jahren schoss er 28 Tore in 68 Spielen für den Verein. Von 2003 bis 2005 spielte er für Seongnam Ilhwa Chunma. Dort erzielte er in 83 Spielen 42 Tore. 2005 beendete er seine Karriere als aktiver Fußballspieler.

### Trainer
Von 2005 bis 2012 war er Co-Trainer des damaligen Vereins Seongnam Ilhwa Chunma. 2006 konnte er den letzten Titel des Vereins gewinnen. 2012 wurde er mit seinen Trainer entlassen. 2013 war er Trainer von Gangwon FC. 2014 war er Trainer der Südkoreanischen U-20-Nationalmannschaft. Von 2015 bis 2016 war er Trainer von Incheon United. Nach einer schlechten Saison im Jahr 2016 wurde er in Incheon entlassen. Zum Jahresende 2016 wurde er als neuer Trainer bei Ulsan Hyundai vorgestellt. 

## Erfolge

### Trainer
- Südkoreanischer Meister: 2006

Lion City Sailors
- Singapore Premier League: 2021
- Singapore Community Shield: 2022

## Auszeichnungen

### Spieler
K League
- Torschützenkönig: 2000
- Torschützenkönig: 2003

AFC Champions League
- Torschützenkönig: 2004 (9 Tore)